# Молодіжна збірна Іспанії з футболу
Молодіжна збірна Іспанії з футболу (ісп. Selección de fútbol sub-21 de España) — національна футбольна збірна Іспанії, у складі якої можуть виступати іспанські футболісти у віці 21 року та молодше. Багато гравців з молодіжної збірної Іспанії згодом виступають за основну збірну країни.

## Історія
Після того, як УЄФА переглянула систему проведення молодіжних і юнацьких змагань 1976 року, була сформована молодіжна збірна Іспанії. За час існування збірна досягала високих показників: тричі перемагала на молодіжному чемпіонаті Європи та ще двічі грала у фіналі. Тільки молодіжна збірна Італії з футболу має у своєму активі більше перемог.
Згідно з міжнародними правилами, гравець молодіжної збірної має бути не старше 21 року на момент початку дворічного відбіркового циклу до чемпіонату Європи, хоча до 1976 року ці змагання проводилися для гравців не старше 23 років. Саме з цієї причини збірна Іспанії до 23 років практично нічим не запам'яталась, зігравши всього три матчі у своїй історії. Першою грою став «виклик чемпіона». Іспанія була обрана випадковим чином, як суперник, в матчі за титул проти діючих чемпіонів Європи — збірної Югославії. Югослави без зусиль обіграли іспанців з рахунком 3:0. Наступні два матчі були у відбірковій групі до чемпіонату Європи 1972 року, яка складалась з двох команд, де другою командою була збірна СРСР. Програвши вдома (1:2) і зігравши в гостях внічию (1:1) Іспанія не пройшла кваліфікаційний турнір. Збірна Іспанії до 23 років пропустила два наступних відбіркових цикли, але, починаючи з 1976 року, постійно бере участь у змаганнях до 21 року.
Іспанська система підготовки молодих футболістів мала тотальну перевага над усіма іншими 2010 року. Цьому свідчить тріумф іспанських збірних на чемпіонаті світу до 17 років, Кубку світу до 20 років і, звичайно ж, на чемпіонаті світу в ПАР. Причому 20 футболістів з 23 перемагали на чемпіонаті Європи у 2008 році, більшість з яких вигравали різні титули на рівні юнацьких і молодіжних збірних.

## Виступи на чемпіонатах Європи

### Чемпіонат Європи до 23 років
- 1972: Не пройшла кваліфікацію, посівши друге місце в групі.
- 1974: Не брала участі.
- 1976: Не брала участі.

### Чемпіонат Європи до 21 року
| Рік   | Раунд            | І   | В   | Н* | П  | ГЗ  | ГП  |
| ----- | ---------------- | --- | --- | -- | -- | --- | --- |
| 1978  | Відбірковий етап | 4   | 2   | 0  | 2  | 5   | 8   |
| 1980  | Відбірковий етап | 4   | 1   | 2  | 1  | 4   | 2   |
| 1982  | Чвертьфінал      | 6   | 5   | 0  | 1  | 14  | 5   |
| 1984  | Фіналіст         | 10  | 5   | 2  | 3  | 11  | 11  |
| 1986  | Чемпіон          | 10  | 7   | 1  | 2  | 18  | 9   |
| 1988  | Чвертьфінал      | 8   | 4   | 2  | 2  | 10  | 4   |
| 1990  | Чвертьфінал      | 6   | 4   | 0  | 2  | 5   | 4   |
| 1992  | Відбірковий етап | 7   | 3   | 2  | 2  | 6   | 5   |
| 1994  | Третє місце      | 12  | 9   | 2  | 1  | 21  | 9   |
| 1996  | Фіналіст         | 14  | 10  | 3  | 1  | 34  | 14  |
| 1998  | Чемпіон          | 11  | 10  | 1  | 0  | 21  | 6   |
| 2000  | Третє місце      | 14  | 11  | 3  | 0  | 31  | 7   |
| 2002  | Стикові матчі    | 10  | 6   | 1  | 3  | 15  | 9   |
| 2004  | Стикові матчі    | 10  | 6   | 2  | 2  | 17  | 5   |
| 2006  | Відбірковий етап | 10  | 6   | 2  | 2  | 37  | 8   |
| 2007  | Стикові матчі    | 4   | 2   | 1  | 1  | 8   | 4   |
| 2009  | Груповий етап    | 13  | 10  | 1  | 2  | 27  | 7   |
| 2011  | Чемпіон          | 11  | 8   | 2  | 1  | 21  | 7   |
| 2013  | Чемпіон          | 15  | 14  | 1  | 0  | 47  | 5   |
| 2015  | Стикові матчі    | 10  | 7   | 2  | 1  | 25  | 8   |
| 2017  | Фіналіст         | 15  | 11  | 2  | 2  | 43  | 12  |
| 2019  | Чемпіон          | 15  | 13  | 0  | 2  | 45  | 16  |
| 2021  | Півфінал         | 15  | 12  | 2  | 1  | 27  | 3   |
| 2023  | Фіналіст         | 14  | 12  | 1  | 1  | 50  | 10  |
| 2025  | Чвертьфінал      | 14  | 11  | 2  | 1  | 35  | 12  |
| Разом | 17/25            | 266 | 193 | 37 | 36 | 587 | 191 |

* — Нічиї включають матчі плей-оф, в яких були серії післяматчевих пенальті.
- Золотий колір фону означає перемогу в турнірі. Срібний колір фону означає друге місце. Бронзовий колір фону означає третє місце.
- Червоний колір рамки означає, що турнір проводився в Іспанії.

## Досягнення
- Молодіжний чемпіонат Європи:
  -  Чемпіон (5): 1986, 1998, 2011, 2013, 2019
  -  Віце-чемпіон (4): 1984, 1996, 2017, 2023
  -  3-є місце (3): 1994, 2000, 2021